# Complexum caparti
Complexum caparti is een zachte koraalsoort uit de familie Alcyoniidae. De wetenschappelijke naam werd in 1955 gepubliceerd door Tixier-Durivault. 